# Kumgeçit, Beşiri
Kumgeçit là một xã thuộc huyện Beşiri, tỉnh Batman, Thổ Nhĩ Kỳ. Dân số thời điểm năm 2011 là 51 người.